# Sodreana
Sodreana is een geslacht van hooiwagens uit de familie Gonyleptidae.
De wetenschappelijke naam Sodreana is voor het eerst geldig gepubliceerd door Mello-Leitão in 1922. 

## Soorten
Sodreana is monotypisch en omvat slechts de volgende soort:
- Sodreana sodreana